# 沈守正
沈守正（1572年—1623年），名迂，字允中，號無回。浙江錢塘縣人。明朝官員。

## 生平
萬曆三十一年（1603年）舉人，謁選得黃岩教諭。精於吏事，從奸胥手中徵得學田八百畝。工於詩文。
萬曆四十四年（1616年）中會試副榜，天啟三年（1623年），官至都察院司務，上任僅四十二日卒。著有《詩經說通》、《四書叢說》、《雪堂集》等。